# Приазовский цапельник
Приазовский цапельник — орнитологический заказник общегосударственного значения. Находится в Мариупольском районе Донецкой области возле села Ялта. Статус заказника присвоен Указом Президента Украины № 1207/2000 от 4 ноября 2000 года. Площадь — 100 га. Представляет собой крупнейшую на северном побережье Азовского моря смешанную колонию исчезающих видов птиц, в основном цапель.
Территория заказника находится на участке долины реки Мокрая Белосарайка, густо поросшем тростником, вне рекреационной зоны и малодоступном для хищных животных и человека.
В колонии гнездятся большая белая цапля, малая белая цапля, серая цапля, рыжая цапля, желтая цапля; а также другие виды водоплавающих птиц.
Приазовский цапельник входит в состав регионального ландшафтного парка «Меотида».
В марте 2022 года территория заказника была захвачена российскими войсками в ходе вторжения России на Украину.